# ディファレント・レルム
『ディファレント・レルム』 (Different Realm) は北川直によるTRPG、およびそれを原作としたコミックやゲーム。高度に栄えた人間の文明が戦争で滅んでから数万年後のトゥルーレルムという世界を舞台にしている。

## 種族
人間族（ヒュミナス）
先史文明人に似ているが異なる種族。先史文明の機械を発掘・解析して利用している。
龍牙族（ティラナ）
トカゲ人間。硬い鱗や尻尾を持つ。哲学的な種族。先史文明の遺跡を神殿と呼ぶ。
飛翔族（フィンレイ）
鳥人間。翼を持ち、空を飛ぶことができる。義理を重んじる種族。
巨人族（ウィガルー）
その名の通り大きい。
先史文明人（オーバーロード）
数万年前に滅んだと言われる種族。各地の残る遺跡や秘光石は彼らがつくったもの。
その他
小人など、他と交流せずに隠れ住んでいる種族も居る。

## サイオニクス
精神エネルギーを使用する超能力。使えるキャラクターは限られており、クエストをクリアする等の条件を満たさなければ修得できない。攻撃魔法には仲間にもダメージの当たり判定がある。使う事で熟練度の獲得ができる。
プレコグニション系
探知や予知を行う。
テレパシー系
遠隔通話や精神操作を行う。
テレポート系
瞬間移動や亜空間フィールドを操る。
テレキネシス系
エネルギーや光子を操る。
エンパシー系
肉体や精神を共感させる。
ボディエンハンス系
身体機能を向上させる。
パイロキネシス系
熱を操る。
クリオキネシス系
冷気を操る。
ヒーリング系
傷を治す。
特殊サイオニクス
どの系統にも属さないサイオニクスもある。

## 機械
秘光石
万能エネルギー結晶体。遺跡を徘徊するスレイブマシンの動力源として内蔵されている、人間族はそれを機械のエネルギー源として利用している。先史文明ではエネルギーシェル、または略してシェルと呼ばれていた。
スレイブマシン
先史文明人が作った機械。遺跡の中では無数のスレイブマシンが徘徊していて、侵入者を撃退する。
ソーラーバージ
宇宙にまで到達可能な航空機。

## コミック『ディファレント・レルム 夢幻の探索』
原作：北川直、画：藤村文彦&新撰組。「アスキーコミック創刊号」から連載されていた。単行本全1巻で未完。そのため未収録分もある。

### あらすじ
ガイ、フレイア、ヴェンゼックの3人は遺跡で虹色に光る秘光石を見つけた。持ち帰った街に帰ったところ、ガイが「血の結社（イル・ブラッディー）」に襲撃されるが、危ういところをシースに助けられる。秘光石の秘密を探るべく、4人は強いプレコグニション能力の持ち主が居る村へ行くために飛行船に乗るが、飛行船が運悪く巨大な怪物に遭遇して墜落してしまう。

### 登場人物
ガイ
人間族の男性。パイロキネシス能力を持つ。龍牙族に拾われて育てられたが、その後フレイアの父に引き取られた。
フレイア
人間族の女性。プレコグニション能力を持つ。
ヴェンゼック
飛翔族の男性。テレパシー能力を持つ。
シース
人間族の男性。ヴェンゼックの旧友。
ライアナ
人間族の女性。旅をしているシンガー。
バージル
人間族の男性。飛行船のパイロット。
フレイアの父
東方大陸の文明国家ハイ・カーディアの第2の都市ジェダで商人をやっている。
ダール
血の結社の幹部。
グローナス
血の結社の盟主。
アデイラ
血の結社の刺客。クリオキネシス能力を持つ。ライアナの肉体に宿ったライアナの姉。

## ゲーム『ディファレント・レルム 久遠の賢者』
アスキーの協力の元、グローディアから1993年に発売されたPC-9801用ロールプレイングゲーム。

### システム
従来のグローディアのゲームシステムである相談コマンド、ビジュアルシーンを引き継いでいるが、戦闘及び成長システムはシナリオ・ゲームデザインを担当した佐藤一弘が他のゲームで使用する予定だったシステムを採用している。（解説書にて本人による説明有）
戦闘は従来の行動ポイントの他に、各個人で会得している専用スキル（武器技能やサイオニクス技能と違ってレベルアップはない）、また武器に設定された損傷率によって攻撃時に壊れるといったTRPG的な要素も含まれている。
成長システムは経験値によるレベルアップのほかに、系統ごとの熟練度である武器スキルとサイオニクススキルがある。しかし武器とサイオニクススキルのレベル上げには時間がかかる上、新規で加入した仲間はスキルレベルが1からとなかなか厳しいものがある。
楽にゲームクリア可能なレベルからさらに上げて、レベル62を超えた辺りからHP，PSP表記が乱れるといったバグが起こるので、レベル上げはある程度で抑える必要がある。

### あらすじ（ゲーム）
軍事基地のエネルギー開発部に所属する科学者ストックマン少佐は、超高出力の大型エネルギー結晶体とそれを管理制御するシステム「レイチェル」の開発に成功。それを祝してエネルギー結晶体（エネルギーシェル）が置かれた研究室でエネルギー開発部の科学者たちのパーティーが開かれていた。皆で酔い潰れるまで飲み明かし、目を覚ましたストックマンがエネルギー結晶体の制御機体の上で酔い潰れているリーザッハを起こそうとしていると、突如アラートが鳴り響いた。
ストックマンにすぐにレイチェルに事態の説明を要求すると、シェルに正体不明なエネルギーが集まって亜空間振動が起きる危険性があるのだという。そしてレイチェルは計算の結果、この正体不明のエネルギーが精神エネルギーであると推測、また精神エネルギーを別の物体に誘導することでシェルの安全を確保できるとも述べた。ストックマンは精神エネルギーの誘導・精神エネルギーの解析・安全性確保のためシェルの一時凍結などを命じて、レイチェルが精神エネルギーの誘導を始めた。
ストックマンはふと誘導先の物体が何か疑問に思い尋ねると、レイチェルは答えた。近くにあった物体、ストックマン少佐とリーザッハ少尉だと。すぐさま停止を命じるが、ちょうど100パーセントに到達。そして2人は亜空間振動に接触。
目を覚ますと、人型のトカゲが側に立っていた。彼は龍牙族のラバリールと名乗り、記憶を読んだこと、そしてここが元の世界ではなく異世界であることを告げた。ストックマンはリーザッハやラバリールと共に元の世界に帰る方法を探し求めるのだった。主人公は人間に幸福をもたらしてくれるものと信じていた科学の力に疑問を持つようになる。

### 登場人物（ゲーム）

#### プレイヤーキャラクター
ストックマン
ミレニアム陸軍ミレニアム軍事基地第19軍事研究所エネルギー技術開発部に所属する軍人科学者。階級は少佐。なおストックマンは本名ではなく軍事研究所でのコードネーム。軍事研究所ではコードネームでは呼び合うのが習慣になっているが、キャラメイキング時に名前を付ければ、トゥルーレルムでの呼称は付けた名前になる。
科学者ではあるが軍人でもあるため戦闘訓練を受けていて、「衝撃波」「地獄車」といった体術を使える。先史文明人なのでサイオニクスは使えずPSPも0のまま。
リーザッハ
ストックマンの下で働いている軍人科学者。階級は少尉。精神エネルギーへの耐性がなかったために、精神エネルギーが流れ込んで精神的に不安定になり、ローブナルの窓から飛び降りた瞬間、トゥルーレルムから弾かれて消滅。
一応は軍人なので戦闘訓練を受けていて、その成績は低かったものの「衝撃波」「巴投げ」といった体術を使える。先史文明人なのでサイオニクスは使えないはずだったが、精神エネルギーが流れ込む設定を反映してPSPが上がる。
トゥルーレルムから弾かれて元の世界に帰還。当初は錯乱していたが精神矯正を経て軍に復帰する。ミレニアム軍事研究所所長として出世。戦争の果ての世界の終わりの時、異世界に行ってしまったストックマンへのメッセージを残しレイチェルの傍で世界の終わりの時を迎えた。トゥルーレルムは文明が滅びた未来世界だったため、このメッセージは図らずもストックマンが目にすることとなる。
ラバリール
龍牙族の戦士。ストックマンとリーザッハを見つけて助けた。シュドラールとは同じ卵から生まれた一卵性の兄弟で兄にあたる。一卵性の龍牙族は珍しく、同族の中でも小柄である。また後に訪れる自らの運命を知りつつもストックマン、リーザッハと共に旅に出る。
体色は緑色。「尻尾」を使った攻撃ができる。攻撃サイオニクスはクリオキネシス系。
ティボルト
飛翔族の戦士。王族だったが陰謀により国を追われて放浪中の身。翼竜に襲われてローブナルに逃げ込んだ所をストックマン達に助けられる。自分を「拙者」と呼ぶ。
踊ることによって能力を高めたり、空を飛んで攻撃することができる。
シーセア
人間族の女性。イシュメリア技術協会第9期調査隊の隊員。ローブナルに派遣されてスレイブマインの大群によって全滅した調査隊の生き残り。先史文明の遺産よりも先史文明人に興味を持っている。ストックマンが先史文明人である事はうすうす感づいている。
優秀なサイオニクス使いであり「瞑想」によってPSPを回復できる。また唯一の女性メンバーということもあり「応援」によって1名だけ行動力を上げられる。
シュドラール
龍牙族の戦士。ラバリールの一卵性の弟。兄ラバリールの運命は既に知っており、兄亡き後はストックマン達と共に旅に出る。
体色は褐色。「尻尾」を使った攻撃ができる。攻撃サイオニクスはパイロキネシス系。後半に仲間になるため、武器やサイオニクスのレベルが他の3人に比べて見劣りすることになる。

#### フェダイン特務隊
サンディアナ大陸の北西にある傭兵国家エルフェダインの特殊部隊。エルフェダイン技術探査機構特別部隊第6班。構成員の4人は『ヴェインドリームII』のダークエルフ特戦隊の4人と同名。エルフェダインは傭兵国家である為、同じ国同士の人間が敵味方として戦場で顔を合わせる事は少なくない。
ジーナス
フェダイン特務隊の隊長。槍使い。クリオキネシス能力にも優れている。
背中に大きな傷を負っているが、傭兵として戦っている時に敵の傭兵として現れたパインチャによって負わされたものである。
パインチャ
紅一点。高いサイオニクス能力を持つ。
胸に大きな傷を負っているが、傭兵として戦っている時に敵の傭兵として現れたジーナスによって負わされたものである。
ガーベリー
フェダイン特務隊の副隊長。ボウガン使い。特務隊で唯一のヒーリング能力使いでもある。
ラキューイ
ナイフ使い。「月華」という銘の2本のナイフを使う。

#### サブキャラクター
レイチェル
超高出力の巨大な大型エネルギーシェルの管理制御ステム。ストックマンが開発した。
ジョビトル博士
人間族の科学者。アカデミーで先史文明の授業をしていたが、妻に先立たれて先史文明の研究に没頭するようになった。宇宙にある衛星兵器の元へ行こうとソーラーバージを発進させるが墜落で大怪我を負い肉体は死亡。
しかし、その意識はマインドメモライザーとテレパシー能力を併用によって金色のガーディアンに転送され、その知識から先史文明の全容を知り、遠隔操作で衛星兵器を起動させた。
ガロフ村長
開拓村トルテの村長。小人の住む遺跡を狙っている。
エスティナ
小人の少女。ラティナの双子の姉。人の心を漠然と読むことができる。
ラティナ
小人の少女。ラティナの双子の妹。遺跡の外のジャングルに出ていたところを人間に連れ去られてしまう。
キャプテン・バハート
開拓村マーオニアで船長をやっている。プリムの兄。
プリム
開拓村マーオニアの少女。キャプテン・バハートの妹。大怪我をして髄を損傷している。
生物学者ゲットー
ラジャーク遺跡の設備をつかって人々を催眠ガスで眠らせて遺伝子融合を行って化け物に変えている。

#### 導師
リーブル
ヒーリング能力の導師。ストックマンたちがプリムを救うために力を借りに尋ねるが寿命間際だったため、シーセアに能力を託して花に囲まれながら天寿をまっとう。
ブーバオン
テレポート能力の導師。飛翔族。イシュメル南部の2本の滝を修行場としている。
ママーン
テレパシー能力の導師。開拓村マーオニアに住む人間族。青い花を好む。
ビーブミン
飛翔族。イシュメル北部の西方の森を修行場としている。
マウラー
パイロキネシスの導師。幻術も使える。飛翔族。イシュメル南部の洞窟に住む。

#### その他
環境管理長のおばちゃん
ミレニアム軍事基地第19研究所の環境管理長。皆からおばちゃんと呼ばれている。ストックマンのことを「ストックマンの坊や」と呼ぶ。
プディング博士
ミレニアム軍事基地の軍人科学者。超電導洗濯機を開発したが、その技術は対戦車浮遊機雷に使われることになった。
クニハル軍曹
ミレニアム軍事基地の亜空間制御部門の軍人科学者。ストックマンが消えた後、大佐まで昇格、また亜空間振動制御法を発明した。この技術がストックマンに、元の時代に帰れるという光明をもたらすことになる。
首領ブロムバロメ
龍牙族のパーフェナの村のリーダー。ヒーリング系のサイオニクスでストックマンたちを癒してくれる。
査察官パイロン
ガロフ村長を税金横領の容疑で探っている。

### 乗り物
騎竜
野生の小竜「ディオ君」。二足歩行型の恐竜。
蒸気船
キャプテン・バハートの船。
オーニソプター
ハチのような形の空飛ぶ乗り物。略してソプターとも呼ばれる。

### 地理

#### イシュメル北部
パーフェナの村
龍牙族の村。
ローブナル
パーフェナの村に一番近くにある遺跡（神殿）。
開拓村トルテ
村の北にあるジャングルには草食恐竜トリケラが棲息しており、その卵は高値で取引される。
トルテの北の遺跡
ジャングルの奥にある遺跡。遺跡の奥では小人たちが街をつくって隠れ住んでいる。
イシュメリア
技術先進国イシュメルの首都。

#### イシュメル南部
開拓村ミーウ
砂漠の入り口にあたる開拓村。
スリッコブ
砂漠の中にある遺跡。
リーブルの洞窟
ヒーリング能力の導師リーブルが住む洞窟。中は花で包まれている。
マウラーの洞窟
パイロキネシスの導師マウラーが住む洞窟。マウラーの幻術が作り出す「ふにふに」と戦うことになる。
ジョビトル研究所
西の沖の島にあるジョビトル博士の研究所。
研究所地下遺跡
ジョビトル研究所の地下に眠っていた遺跡。ジョビトル博士もその存在を知らなかった。その正体は大戦争により海底に沈んだ第19研究所。

#### イシュメル東部
開拓村イレブン
辺境の開拓村。
ラジャーク遺跡
先史文明の生物工学研究所。

#### イシュメル 海
東側の海。火山諸島があり、噴火すると溶岩の中に埋もれている先史文明の機械が噴き出すこともある。

### スタッフ
- 制作・著作 - GLODIA
- 協力 - ASCII
- 原作 - 北川直
- キャラクターデザイン - 藤村文彦
- シナリオ・ゲームデザイン - 佐藤一弘（佐野一馬）
- サブシナリオ - 平澤健一、海野純一
- プログラム - 桑田浩之、池亀治
- グラフィック - 桑園琢也、友永稔、古橋英樹、高橋好則
- 音楽 - 恋瀬信人、中村一気
- マニュアルイラスト - 安田鉄魚